# Тъпомуцунеста змиорка
Simenchelys parasitica е вид змиорка от семейство Synaphobranchidae. Видът не е застрашен от изчезване.

## Разпространение и местообитание
Разпространен е в Австралия, Асенсион и Тристан да Куня, Гибралтар, Испания (Канарски острови), Кабо Верде, Канада, Малки далечни острови на САЩ (Уейк), Мароко, Нова Зеландия, Остров Света Елена, Португалия (Азорски острови), Провинции в КНР, САЩ (Вирджиния, Делауеър, Джорджия, Кънектикът, Масачузетс, Мейн, Мериленд, Ню Джърси, Ню Хампшър, Род Айлънд, Северна Каролина, Флорида и Южна Каролина), Тайван, Франция, Южна Африка и Япония.
Обитава крайбрежията на океани и морета в райони с умерен климат. Среща се на дълбочина от 136 до 2620 m, при температура на водата от 2,4 до 17,5 °C и соленост 34,3 – 35,9 ‰.

## Описание
На дължина достигат до 61 cm.